# کریستوفر رابین (فیلم)
کریستوفر رابین (انگلیسی: Christopher Robin) یک فیلم به کارگردانی مارک فورستر است که در سال ۲۰۱۸ منتشر شد. از بازیگران آن می‌توان به یوان مک‌گرگور اشاره کرد.

## خلاصه داستان
در فیلم سینمایی Christopher Robin آقای ﯾﻮﺍﻥ ﻣکﮔﺮﮔﻮﺭ شخصیت کریستوفر رابین را به تصویر می کشد، او اکنون بزرگ شده و از دوستان قدیمی خودش در جنگل ۱۰۰ Acre Wood فاصله گرفته است. حالا که کریستوفر گرفتار مشکلات و استرس زندگی در دنیای واقعی شده، و همیشه مشغول کار است و دیگر خبری از آن کودک باهوش و خوشحال نیست، دوستان قدیمی کریستوفر به دیدارش می آیند تا وی را به خود ﻭﺍﻗﻌﯽاش بازگردانند. بایگانی‌شده  در ۲۶ مه ۲۰۱۸ توسط Wayback Machine